# Brommella falcigera
Brommella falcigera – gatunek pająka z rodziny ciemieńcowatych.
Gatunek ten opisany został w 1935 roku przez Jánosa Balogha jako Lathys falcigera.
Samce osiągają od 1,5 do 1,6 mm, a samice od 1,7 do 2 mm długości ciała. Karapaks zmierzony u 2 samców miał od 0,71 do 0,73 mm długości i od 0,59 do 0,61 mm szerokości, a u 29 samic od 0,69 do 0,81 mm długości i od 0,52 do 0,66 mm szerokości. Ubarwienie karapaksu jest jasnożółtawobrązowe do żółtobrązowego z ciemnoszarym brzegiem i czarniawym rejonem oczu. Spośród oczu najmniejszą, nieco mniejszą od wysokości nadustka średnicę ma para przednio-środkowa. Szczękoczułki, odnóża i sternum są jasnożółtawe do żółtobrązowych; to ostatnie z ciemniejszymi brzegami. Opistosoma (odwłok) ma wierzch szary lub żółtawobrązowy, niekiedy ze szczątkowymi szewronami.
Nogogłaszczki samca mają rzepkę z drobnym szpicem u wierzchołka, zaś goleń wyposażoną w dwie apofizy, z których prolateralna jest mała, spiczasta i zaopatrzona w pędzelek szczecinek, a druga jest bardzo duża, tak długa jak cymbium i wyposażona w cztery szczecinki na boku. Ponadto aparat kopulacyjny cechują: bardzo długi i nitkowaty embolus oraz opatrzony haczykiem konduktor. U samicy genitalia prześwitują przez oskórek płytki płciowej, długie przewody kopulacyjne są silnie zakręcone, a kształt zbiorników nasiennych jest okrągły.
Pająk znany z Niemiec, Szwecji, Norwegii, Finlandii, Szwajcarii, Austrii, Włoch, Polski, Czech, Słowacji, Węgier, Ukrainy, Rumunii, Serbii, Czarnogóry, Turcji i Iranu, choć rekord z tego ostatniego jest niepewny. Gatunek bardzo rzadki. Zasiedla ciepłe stanowiska, w tym łąki, torfowiska i widne lasy. Bytuje w ściółce, wśród mchów i traw oraz na niskich krzewach. Dojrzałe osobniki spotyka się latem i jesienią.